# Flughafen Rajshahi

i8
i11
i13
Der Flughafen Rajshahi, offiziell Shah Mokhdum Airport (bengalisch শাহ মখদুম বিমানবন্দর, IATA-Code: RJH, ICAO-Code: VGRJ) ist ein kleiner Inlandsflughafen in Rajshahi an der Westgrenze von Bangladesch. 
Im Jahreszeitraum 2012/13 wurden insgesamt 2847 Passagiere abgefertigt. Frachtflüge gab es nicht. Der Flughafen lag mit diesen Zahlen unter den damals fünf Inlandflughäfen Bangladeschs an vierter Stelle (nach Jessore, Cox’s Bazar, Saidpur, und vor Barisal).
Der Flughafen verfügt über eine Start- und Landebahn mit einer Länge von 1801 Metern und einer Breite von 30 Metern aus Asphaltbeton. Beide Landerichtungen sind jeweils mit einer Präzisions-Anflug Gleitwinkelbefeuerung ausgestattet. Als Navigationshilfen für den Anflug dienen je ein am Platz befindliches Drehfunkfeuer mit Entfernungsmessausstattung (Kennung RAJ auf 114,5 MHz) sowie ein ungerichtetes Funkfeuer (Kennung RJ auf 228 kHz).
Im Februar 2007 stellte Biman Bangladesh Airlines, die einzige Fluglinie, die den Flughafen bediente, ihre Linienflüge aufgrund mangelnder Rentabilität ein. Im April 2015 wurde nach achtjähriger Pause der Flugbetrieb jedoch wieder aufgenommen.
Derzeit wird der Flughafen von zwei Fluglinien angeflogen: US-Bangla Airlines und Biman Bangladesh Airlines. Im Durchschnitt gibt es täglich höchstens einen Abflug (Stand: 02/2016). Einziger Zielflughafen ist der 192 Kilometer entfernte Flughafen Dhaka.